# Макклейн, Стейси
Сте́йси Маккле́йн (англ. Stacey McClean; род. 17 февраля 1989) — британская певица. Участвовала в подгруппе S Club, S Club 8. В 2009 году приняла участие в шестом сезоне шоу The X Factor.

## Карьера

### 2001–05: S Club Juniors
Макклейн родилась в Биспхеме, в Блэкпуле, в графстве Ланкашир.  В 2001 году пробовалась в поп-группу S Club (позже S Club 7) во время их 2002 Carnival Tour. Тем не менее в возрасте 12 лет певица стала участницей S Club Juniors. В 2002 году группа выпустила четыре сингла и снялась в сериале Viva S Club.
После того как в 2003 году S Club распались, 19 Entertainment решило сохранить группу S Club Juniors going, переименовав её в S Club 8. После этого коллектив записал три сингла. В 2004 году Макклейн вместе с другими участниками S Club 8 появились в детской музыкальной  телевизионной музыкальной комедии Я мечтаю, снятой в Испании. Телесериал длился один сезон в тринадцать эпизодов, с 22 сентября по 13 декабря 2004 года, и был показан на BBC One. В 2005 году S Club 8 распались.

### 2009:The X Factor
В 2009 году Макклейн участвовала в шоу The X Factor в Манчестере, исполнив песню Кристины Агилеры  "Ain't No Other Man". Её прослушивание было показано в 100 эпизоде шоу 19 сентября 2009 года. Она сделал около 50 выступлений, прежде чем попасть в финал.
В итоге ей в финале удалось попасть на  24 место, вместе с пятью девушками в возрастной категории от 16 до 24 лет. Наставником Стейси была сестра Кайли Миноуг,  Данни. Во время финального выступления на курортном компликсе Atlantis, The Palm, на острове  Пальма Джумейра, в  Дубае (ОАЭ), Макклейн исполнила песню Бритни Спирс "Sometimes", но была отстранена незадолго до живого выступления.

### 2010—настоящее: Поздние работы
В 2010 году Макклейн работала на британской радиостанции talkSPORT. Она продолжает свою карьеру певицы в своё свободное время.
В декабре того же года Макклейн отправилась в шестимесячный тур по Великобритании в качестве участницы танцевально-вокального коллектива G*Mania.
В конце 2012 года Макклейн, наряду с другими бывшими участниками S Club Juniors, Дейзи Эванс, Ааарон Ренфри и Джей Асфорис в Твиттере объявила о воссоединении группы. Первое после воссоединения выступление состоялось 13 января 2013 года в университете Essex Students Union. Также они объявили о создании официального Твиттера «S Club Juniors», @SCJOfficial.

## Личная жизнь
Обучалась в Unity Academy Blackpool, в Блэкпуле. Работала менеджером по администратированию на радиостанции 106.5 Central Radio, где отвечала за организацию утренних радиошоу, но ушла после того, как радиостанцию приобрела компания  Niocom. В настоящее время проживает в Лондоне. Имеет нигерийское происхождение.

## Дискография
Подробнее см. в статье «S Club 8 discography» в английской Википедии.

## Появления в медиа

### Телевидение
| Год       | Теле-шоу                      | Роль                                  | Примечание        |
| --------- | ----------------------------- | ------------------------------------- | ----------------- |
| 2001      | S Club Search                 | Участница соревнования                |                   |
| 2002      | История S Club Juniors        | Играет саму себя                      |                   |
| 2002      | Viva S Club                   | Играет саму себя                      |                   |
| 2002      | Smash Hits Poll Winners Party | Играет саму себя                      |                   |
| 2002–2003 | Top of the Pops               | Вместе с S Club 8                     | Пять выступлений  |
| 2004      | Я мечтаю                      | Играет саму себя                      | Вместе с S Club 8 |
| 2004      | Улыбка                        | Играет саму себя                      | Два эпизода       |
| 2009      | The X Factor                  | Участница соревнования                |                   |
| 2012      | Never Mind the Buzzcocks      | Участница соревнования на выступлении |                   |

### Радио
| Год  | Программа                       | Роль             | Примечания |
| ---- | ------------------------------- | ---------------- | ---------- |
| 2010 | Последнее шоу с Иэном Коллинзом | Играет саму себя |            |